# 喬里約斯區

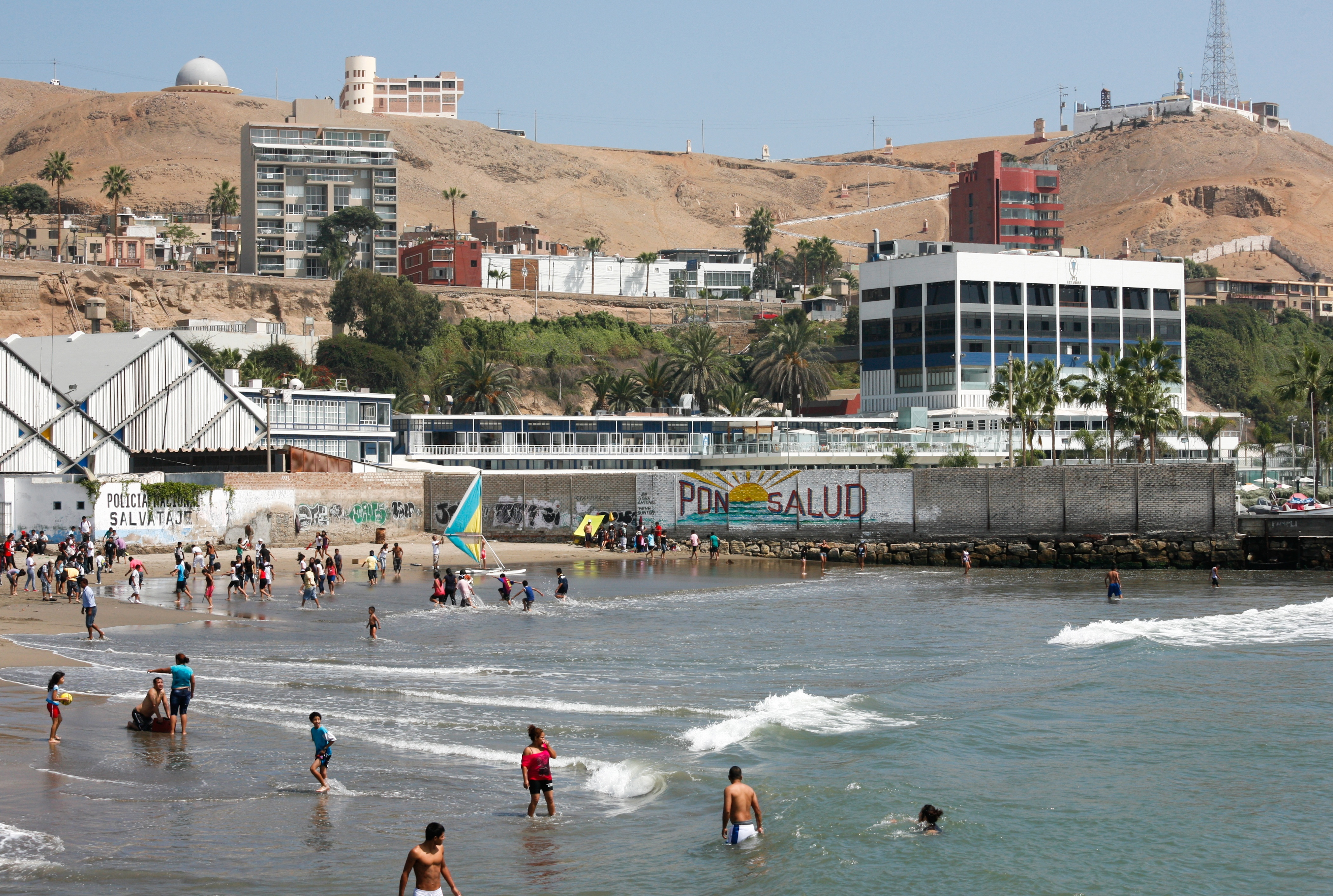

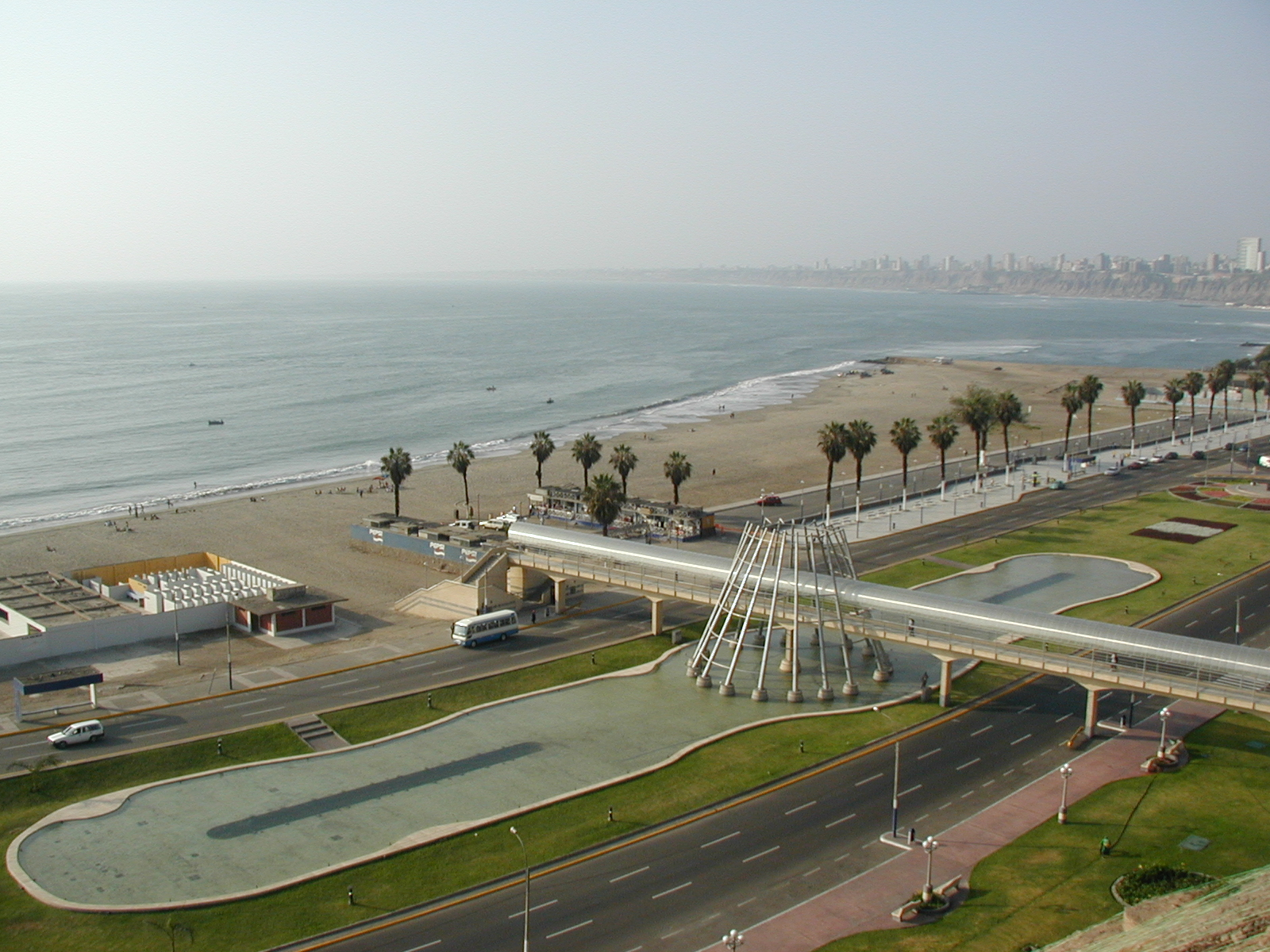

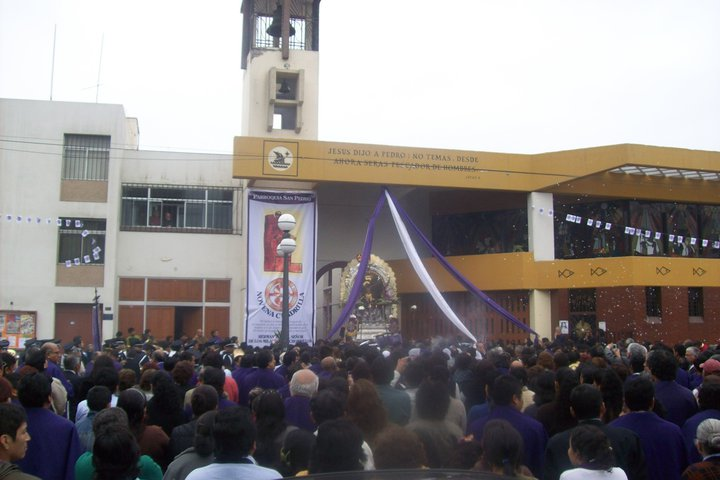

喬里約斯區（西班牙語：Distrito de Chorrillos），是秘魯的一個區，位於該國西部利馬大區的利馬省，始建於1857年1月2日，面積38.9平方公里，海拔高度37米，2005年人口262,595，人口密度每平方公里6,700人。